# کارازی‌باش
کارازی‌باش (انگلیسی: Karazybash) یک شهرک در شهرستان شارانسکی استان باشقیرستان کشور روسیه است.